# Pigs (Three Different Ones)
Pistes de Animals
Dogs
(2) Sheep
(4)
Pigs (Three Different Ones) est une chanson de Pink Floyd, écrite par Roger Waters. Elle est parue sur l'album Animals le 21 janvier 1977 au Royaume-Uni et le 12 février aux États-Unis.

## Analyse
Dans la société telle qu'elle est vue dans cet album, divisée entre chiens, cochons et moutons, les cochons représentent les personnes ayant atteint le sommet de l'échelle sociale, ceux qui ont l'argent et le pouvoir, et qui manipulent le reste de la société pour rester puissants.
Le premier couplet s'adresse aux hommes d'affaires en général. Le deuxième prend pour cible Margaret Thatcher, qui était la leader de l'opposition à l'époque, bien que son nom ne soit jamais mentionné ; elle est qualifiée de « rat-bag » (« enfoirée ») et de « fucked-up old hag » (une « vieille sorcière dérangée »). Le troisième et dernier couplet attaque ouvertement la militante ultra-conservatrice britannique Mary Whitehouse, représentée comme une personne prude et à la sexualité réprimée (« hey you Whitehouse, ha ha charade you are »). Cette chanson contribua à l'image négative qu'avait Whitehouse de Pink Floyd, qu'elle considérait comme un groupe faisant l'apologie des drogues et du sexe. Plusieurs personnes comprirent de travers ce couplet, croyant qu'il s'adressait à la Maison-Blanche (White House), et accusèrent Pink Floyd d'anti-américanisme.

## Performances scéniques
Pendant la tournée 1977, la chanson durait en moyenne 17 minutes, allant parfois jusqu'à 20 minutes. Sa version live comprenait deux solos de guitare, un solo de synthétiseur et un solo final à l'orgue Hammond. Pendant la tournée qui suivit l'album Animals, le groupe embaucha le guitariste Snowy White pour jouer autant la guitare que la basse, dépendamment des chansons jouées. 
À chaque concert, Roger Waters criait un nombre au moment de cette chanson, chaque fois différent. D'après l'agent de Nick Mason le batteur du groupe, ces nombres avaient pour but de permettre l'identification des enregistrements pirates.

## Fiche technique

### Personnel
- Roger Waters – guitare rythmique, effets sonores, vocoder, chant, chœurs
- David Gilmour –basse,  guitare solo, guitare rythmique, Talkbox, vocoder, choeurs
- Rick Wright – clavinet, piano, orgue Hammond, synthétiseurs ARP, Minimoog
- Nick Mason – batterie, cloche à vache

### Équipe de production
- Pink Floyd - production
- Brian Humphries – ingénieur du son